# Teresiah Muthoni Gateri
Teresiah Muthoni Gateri (* 5. Januar 2002) ist eine kenianische Leichtathletin, die sich auf den Langstreckenlauf spezialisiert hat.

## Sportliche Laufbahn
Erste internationale Erfahrungen sammelte Teresiah Muthoni Gateri absolvierte ihre Studienzeit in Japan und sammelte 2021 erste internationale Erfahrungen, als sie bei den U20-Weltmeisterschaften in Nairobi in 8:57,78 min die Goldmedaille im 3000-Meter-Lauf gewann. Im Jahr darauf siegte sie im Januar in 19:40 min beim Cinque Mulini und im April siegte sie in 15:03,84 min im 5000-Meter-Lauf beim Mikio Oda Memorial Athletics Meet. 2024 siegte sie beim Seiko Golden Grand Prix in 8:43,81 min über 3000 Meter und im Jahr darauf gelangte sie bei den Hallenweltmeisterschaften in Birmingham mit 8:36,96 min auf den neunten Platz. Im Juni belegte sie bei den Afrikameisterschaften in Douala in 4:08,90 min den fünften Platz im 1500-Meter-Lauf und gelangte mit 18:02,21 min auf Rang sieben über 5000 Meter.

## Persönliche Bestzeiten
- 1500 Meter: 4:06,34 min, 8. April 2022 in Kure
- 3000 Meter: 8:29,48 min, 16. Juli 2023 in Chorzów
  - 3000 Meter (Halle): 8:36,64 min, 25. Februar 2023 in Birmingham
- 5000 Meter: 14:44,89 min, 27. Mai 2022 in Eugene